# Noorderbegraafplaats (Assen)

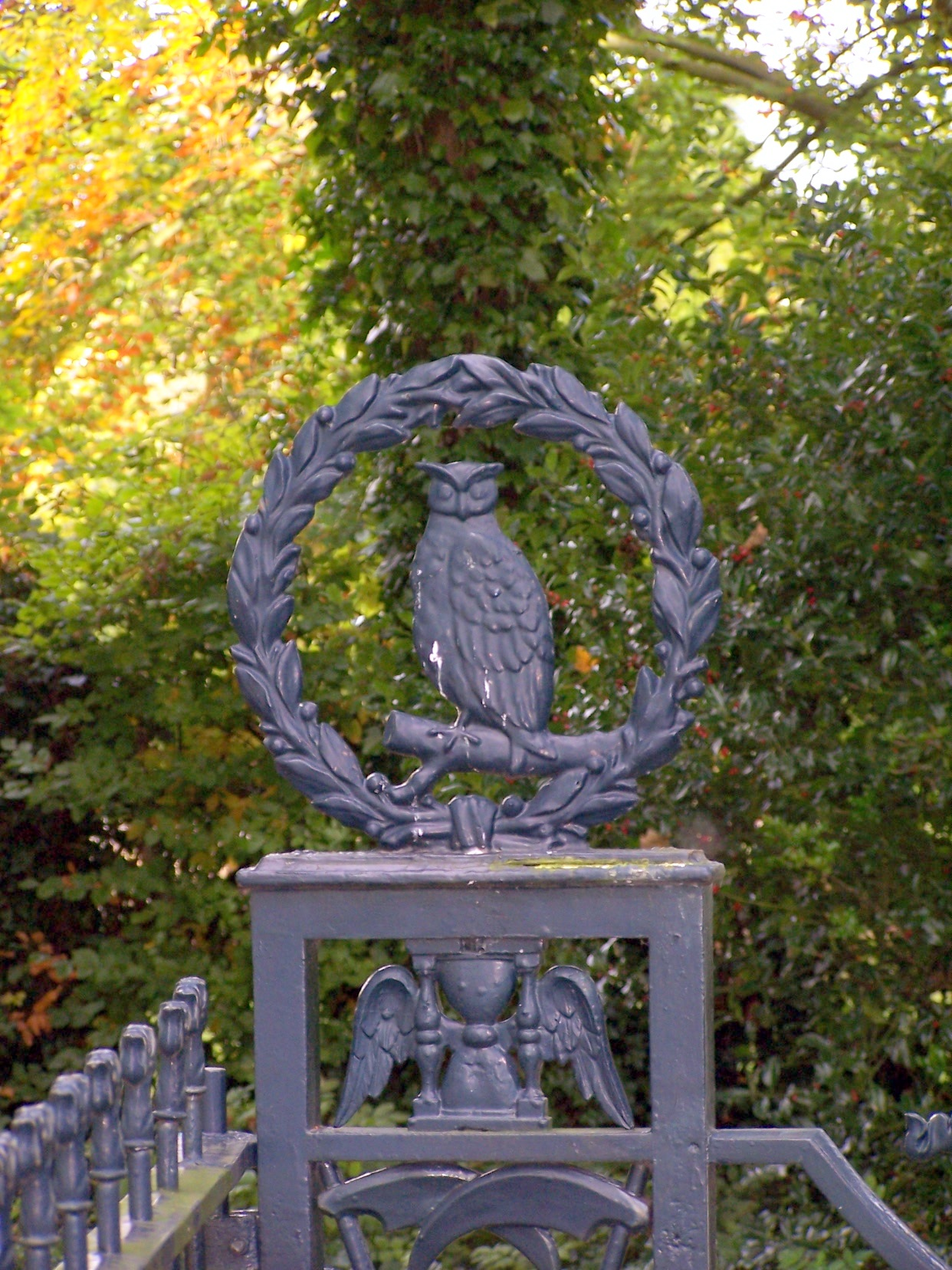
Detail toegangshek (1859)

De Noorderbegraafplaats (1822) is een algemene begraafplaats in de Nederlandse stad Assen.
Assen ontstond als plaats rond een klooster. De kloosterlingen werden ten noorden van de Kloosterkerk aan de Brink begraven. Vanaf de 17e eeuw werden hier ook burgers begraven. Toen dit kerkhof vol raakte, werd een nieuwe begraafplaats ingericht in een deel van het Asserbos. Vanaf 1823 wordt er op de Noorderbegraafplaats begraven.
De begraafplaats heeft een sobere opzet, geïnspireerd op het kerkhof van Aurich. Het twee hectare groot rechthoekige terrein is omgracht en voorzien van een toegangshek. Aan het eind van de middenlaan staat een baarhuisje.
De begraafplaats was al snel te klein, in 1892 werd in een ander deel van het bos de Zuiderbegraafplaats aangelegd. In 1944 werd de Noorderbegraafplaats gedeeltelijk gerestaureerd. Er worden tegenwoordig geen nieuwe graven uitgegeven. Tot 1955 kon men een huurgraf krijgen, begraven kan nu alleen nog in de eigen graven.

## Rijksmonument
De begraafplaats is zelf geen rijksmonument. Het toegangshek uit 1859, gemaakt door ijzergieterij Nering Bögel uit Deventer, is wel een rijksmonument. Twee andere zijn de door de Asser IJzergieterij gegoten grafmonumenten Van Bulderen (1872) en Brumsteede (1881).

## Hier begraven
- Isaäc Collard (1774-1828), burgemeester
- Sibrand Gratama (1784-1858), burgemeester, president van de rechtbank
- Hermanus Hartogh Heijs van Zouteveen (1841-1891), wetenschapper en publicist
- Petrus Hofstede (1755-1839), gouverneur van Drenthe
- Hendrik Jan Nassau (1791-1873), rector en schoolopziener
- Harm van Riel (1907-1980), VVD-prominent
- Albert Smallenbroek (1880-1959), architect
- Wilhemmina Jacoba Pelinck-Zijnen de Gier ( 1872-1934 )Zij was het die de zuigelingenzorg introduceerde in Drenthe

## Fotogalerij

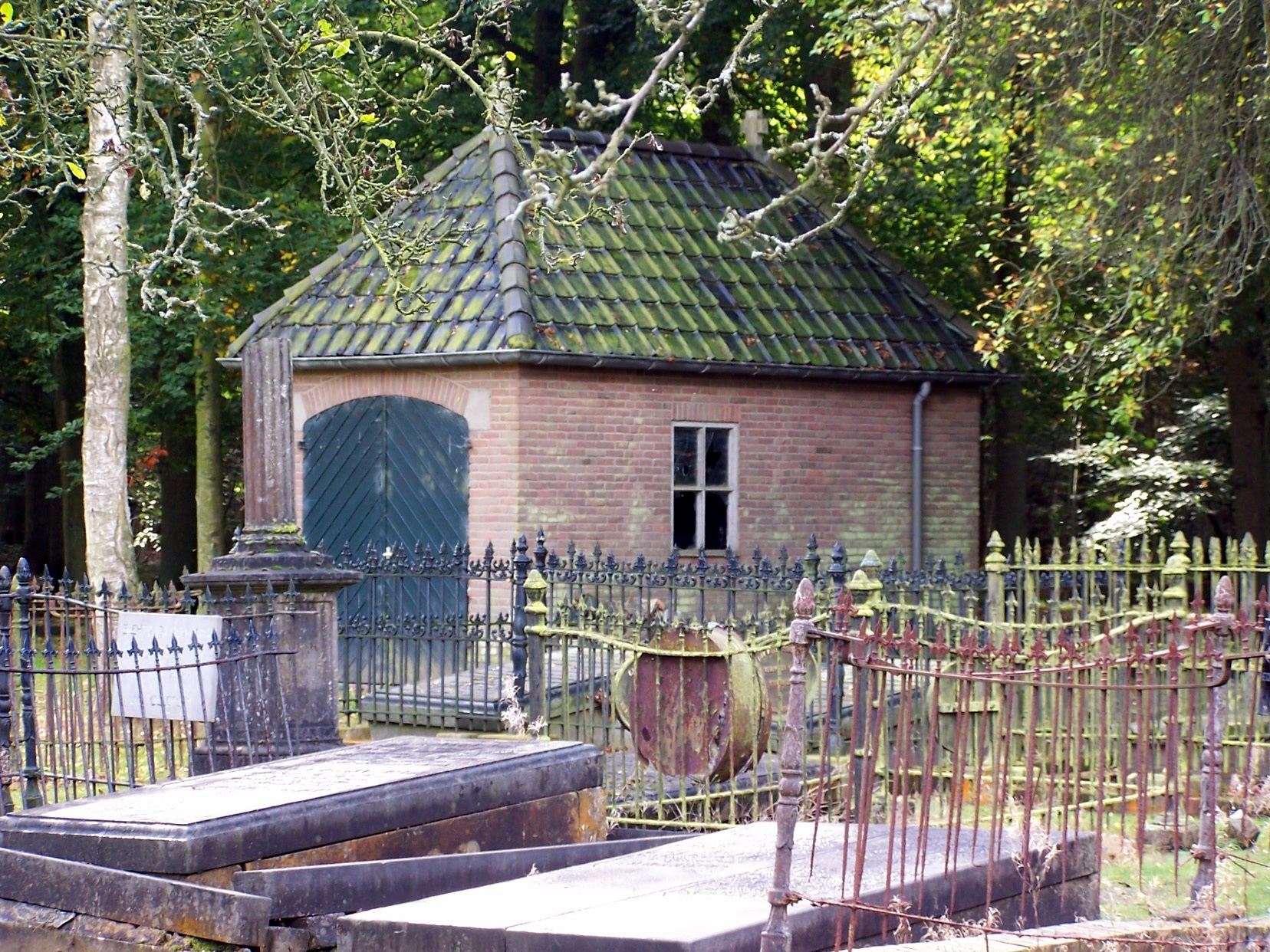
Baarhuisje
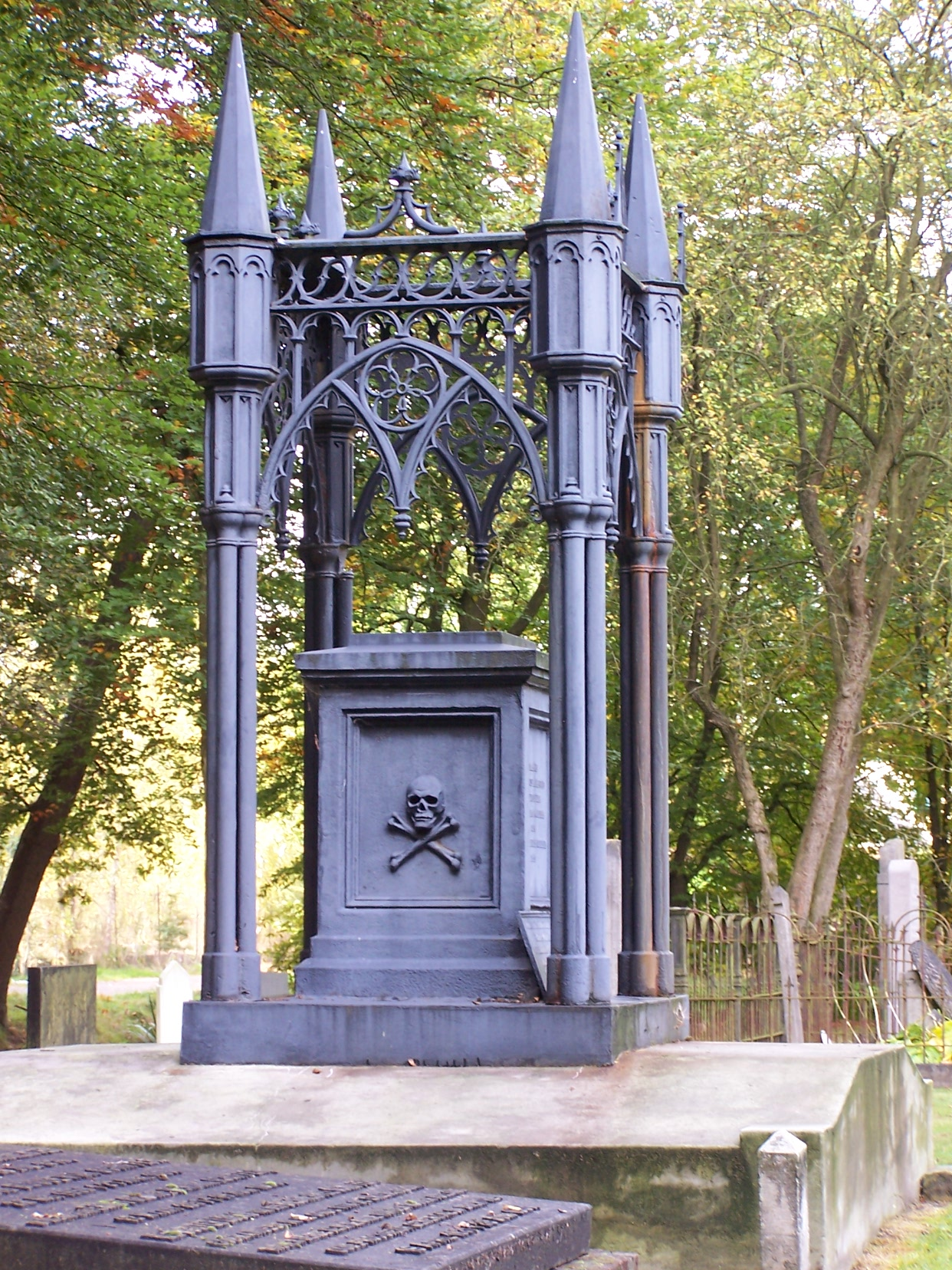
Grafmonument Brumsteede
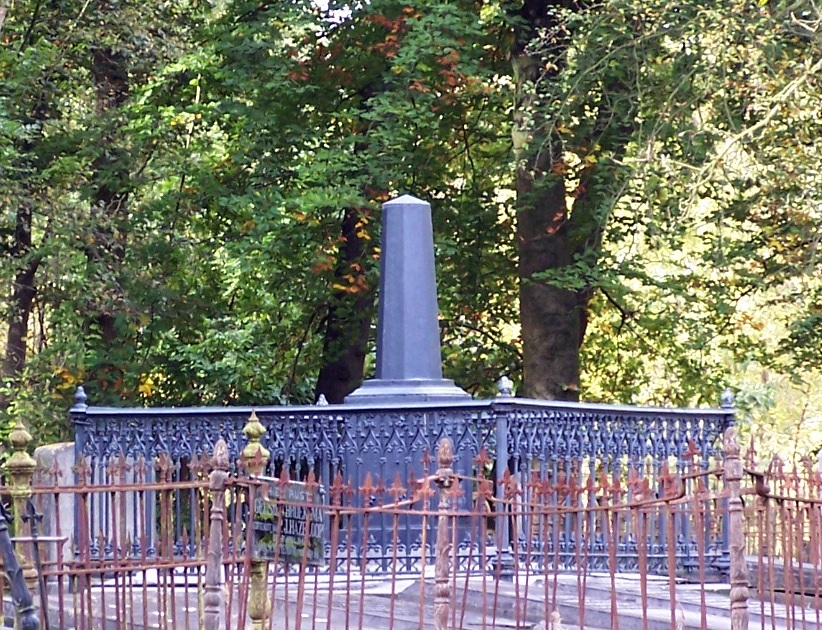
Grafmonument Van Bulderen

## Publicaties
- Bertus Boivin, Lukas Kwant en Jan Lagendijk: Voor deez’ aard verloren. De Noorderbegraafplaats in Assen / Bertus Boivin, Lukas Kwant en Jan Lagendijk. Assen, Koninklijke van Gorcum, 2021. ISBN 9789023257400